# Cornelius Cole
Cornelius Cole, född 17 september 1822 i Lodi, New York, död 3 november 1924 i Hollywood, Los Angeles, Kalifornien, var en amerikansk republikansk politiker. Han representerade delstaten Kalifornien i båda kamrarna av USA:s kongress, först i representanthuset 1863-1865 och sedan i senaten 1867-1873.
Cole utexaminerades 1847 från Hobart and William Smith Colleges. Han studerade sedan juridik och inledde 1848 sin karriär som advokat i Auburn, New York. Han flyttade till Kalifornien i samband med guldrushen. Efter ett år i guldgruvorna återvände han till arbetet som advokat, först i San Francisco och sedan i Sacramento.
Cole flyttade 1862 till Santa Cruz. Han tjänstgjorde sedan som kapten i nordstaternas armé. Han efterträdde 1863 Timothy Guy Phelps som kongressledamot. Han efterträddes två år senare av Donald C. McRuer.
Cole efterträdde 1867 James A. McDougall som senator för Kalifornien. Han efterträddes sex år senare av Aaron Augustus Sargent. Han flyttade 1880 till Los Angeles County.
Cole blev den äldsta då levande före detta senatorn i samband med att John Conness avled år 1909. Cole avled femton år senare i Hollywood 102 år gammal och ingen före detta ledamot av USA:s senat har någonsin uppnått en lika hög ålder.
Orten Coleville i Mono County har fått sitt namn efter Cornelius Cole. Hans grav finns på Hollywood Forever Cemetery (tidigare Hollywood Memorial Park).